# Carlton (Minnesota)
Pour les articles homonymes, voir Carlton.
La ville de Carlton est le siège du comté de Carlton, dans l’État du Minnesota, aux États-Unis. Lors du recensement de 2010, sa population s’élevait à 862 habitants.

## Démographie
| Groupe            | Carlton | Minnesota | États-Unis |
| ----------------- | ------- | --------- | ---------- |
| Blancs            | 92,0    | 85,3      | 72,4       |
| Amérindiens       | 4,3     | 1,1       | 0,9        |
| Métis             | 2,4     | 2,4       | 2,9        |
| Afro-Américains   | 0,5     | 5,2       | 12,6       |
| Autres            | 0,5     | 2,0       | 6,4        |
| Asiatiques        | 0,4     | 4,0       | 4,8        |
| Total             | 100     | 100       | 100        |
|                   |         |           |            |
| Latino-Américains | 1,5     | 4,7       | 16,7       |

Selon l'American Community Survey, pour la période 2011-2015, 96,99 % de la population âgée de plus de cinq ans déclare parler anglais à la maison, alors que 1,87 % déclare parler l'espagnol et 1,14 % une autre langue.